# Saffres
Saffres ist eine französische Gemeinde mit 120 Einwohnern (Stand: 1. Januar 2022) im Département Côte-d’Or in der Region Bourgogne-Franche-Comté. Sie gehört zum Kanton Semur-en-Auxois und zum Arrondissement Montbard.
Nachbargemeinden sind Vitteaux im Nordwesten, Massingy-lès-Vitteaux im Norden, Villy-en-Auxois im Nordosten, Avosnes im Osten, Uncey-le-Franc im Süden und Boussey im Westen.

## Sehenswürdigkeiten
Im Zentrum der kleine Stadt liegt die im 13. Jahrhundert erstmals erwähnte Kirche Eglise Saint Pierre et Saint Eutrope. Im 16. Jahrhundert wurde die Kirche nach einem Brand neu aufgebaut. Besonders markant ist die geschnitzte Holzstatue des heiligen Petrus, welche über dem Eingang unterhalb des Holzvordaches thront.
Nur wenige hundert Meter nordöstlich des Ortskern befindet sich das Falaise de Saffres, ein bei Kletterern sehr beliebtes Gebiet mit bis zu 137 verschiedenen Kletterrouten mit Schwierigkeitsgraden von 3c bis 8a. Der Fels ragt bis zu 31 Meter über dem Talsboden empor und bietet eine gute Aussichtsmöglichkeit. Der beliebteste Ort in diesem Gebiet ist der historische Aussichtspunkt Felix Kaka, welcher ein befreiendes Gefühl vermittelt und einem die Natur näher bringt.

## Bevölkerungsentwicklung
| Jahr                       | 1962 | 1968 | 1975 | 1982 | 1990 | 1999 | 2008 | 2015 |
| -------------------------- | ---- | ---- | ---- | ---- | ---- | ---- | ---- | ---- |
| Einwohner                  | 159  | 122  | 98   | 113  | 115  | 105  | 119  | 120  |
| Quellen: Cassini und INSEE |      |      |      |      |      |      |      |      |